# Lagrangiana de Darwin
La Lagrangiana de Darwin (anomenat així en honor a Charles Galton Darwin, net del naturalista) descriu la interacció de l'ordre {\textstyle {v^{2}}/{c^{2}}} entre dues partícules carregades en el buit on c  és la velocitat de la llum. Es va derivar abans de l'arribada de la mecànica quàntica i va resultar d'una investigació més detallada de les interaccions electromagnètiques clàssiques dels electrons en un àtom. Pel model de Bohr se sabia que s'havien de moure amb velocitats properes a la velocitat de la llum.
El Lagrangià complet per a dues partícules que interactuen és {\displaystyle L=L_{\text{f}}+L_{\text{int}},} on es troba la part de partícula lliure {\displaystyle L_{\text{f}}={\frac {1}{2}}m_{1}v_{1}^{2}+{\frac {1}{8c^{2}}}m_{1}v_{1}^{4}+{\frac {1}{2}}m_{2}v_{2}^{2}+{\frac {1}{8c^{2}}}m_{2}v_{2}^{4},} La interacció es descriu per {\displaystyle L_{\text{int}}=L_{\text{C}}+L_{\text{D}},} on és la interacció de Coulomb en unitats gaussianes {\displaystyle L_{\text{C}}=-{\frac {q_{1}q_{2}}{r}},} mentre que la interacció de Darwin és {\displaystyle L_{\text{D}}={\frac {q_{1}q_{2}}{r}}{\frac {1}{2c^{2}}}\mathbf {v} _{1}\cdot \left[\mathbf {1} +{\hat {\mathbf {r} }}{\hat {\mathbf {r} }}\right]\cdot \mathbf {v} _{2}.} Aquí q1 i q2 són les càrregues de les partícules 1 i 2 respectivament, m1 i m2 són les masses de les partícules, v1 i v2 són les velocitats de les partícules, c és la velocitat de la llum, r és la vector entre les dues partícules, i {\displaystyle {\hat {\mathbf {r} }}} és el vector unitari en la direcció de r.
La primera part és l'expansió de Taylor del Lagrangian lliure de dues partícules relativistes a segon ordre en v. El terme d'interacció de Darwin es deu al fet que una partícula reacciona al camp magnètic generat per l'altra partícula. Si es mantenen termes d'ordre superior en v/c, s'han de tenir en compte els graus de llibertat del camp i ja no es pot considerar que la interacció és instantània entre les partícules. En aquest cas, cal tenir en compte els efectes del retard.: 596–598 

## Derivació al buit
La interacció relativista lagrangiana per a una partícula amb càrrega q que interacciona amb un camp electromagnètic és: 580–581 {\displaystyle L_{\text{int}}=-q\Phi +{\frac {q}{c}}\mathbf {u} \cdot \mathbf {A} ,} on u és la velocitat relativista de la partícula. El primer terme de la dreta genera la interacció de Coulomb. El segon terme genera la interacció de Darwin.
El potencial vectorial en el mesurador de Coulomb es descriu per :242{\displaystyle \nabla ^{2}\mathbf {A} -{\frac {1}{c^{2}}}{\frac {\partial ^{2}\mathbf {A} }{\partial t^{2}}}=-{\frac {4\pi }{c}}\mathbf {J} _{t}} on el corrent transversal Jt és el corrent solenoïdal (vegeu la descomposició de Helmholtz) generat per una segona partícula. La divergència del corrent transversal és zero.
El corrent generat per la segona partícula és {\displaystyle \mathbf {J} =q_{2}\mathbf {v} _{2}\delta {\left(\mathbf {r} -\mathbf {r} _{2}\right)},} que té una transformada de Fourier {\displaystyle \mathbf {J} \left(\mathbf {k} \right)\equiv \int d^{3}r\exp \left(-i\mathbf {k} \cdot \mathbf {r} \right)\mathbf {J} \left(\mathbf {r} \right)=q_{2}\mathbf {v} _{2}\exp \left(-i\mathbf {k} \cdot \mathbf {r} _{2}\right).}
La component transversal del corrent és {\displaystyle \mathbf {J} _{t}(\mathbf {k} )=q_{2}\left[\mathbf {1} -{\hat {\mathbf {k} }}{\hat {\mathbf {k} }}\right]\cdot \mathbf {v} _{2}e^{-i\mathbf {k} \cdot \mathbf {r} _{2}}.}Això es verifica fàcilment {\displaystyle \mathbf {k} \cdot \mathbf {J} _{t}(\mathbf {k} )=0,} que ha de ser certa si la divergència del corrent transversal és nul·la. Ho veiem {\displaystyle \mathbf {J} _{t}(\mathbf {k} )} és la component del corrent transformada de Fourier perpendicular a k.
A partir de l'equació del potencial vectorial, la transformada de Fourier del potencial vectorial és {\displaystyle \mathbf {A} \left(\mathbf {k} \right)={\frac {4\pi }{c}}{\frac {q_{2}}{k^{2}}}\left[\mathbf {1} -{\hat {\mathbf {k} }}{\hat {\mathbf {k} }}\right]\cdot \mathbf {v} _{2}e^{-i\mathbf {k} \cdot \mathbf {r} _{2}}} on només hem mantingut el terme d'ordre més baix en v/c.
La transformada de Fourier inversa del potencial vectorial és {\displaystyle \mathbf {A} \left(\mathbf {r} \right)=\int {\frac {d^{3}k}{\left(2\pi \right)^{3}}}\;\mathbf {A} (\mathbf {k} )\;e^{i\mathbf {k} \cdot \mathbf {r} _{1}}={\frac {q_{2}}{2c}}{\frac {1}{r}}\left[\mathbf {1} +{\hat {\mathbf {r} }}{\hat {\mathbf {r} }}\right]\cdot \mathbf {v} _{2}} on {\displaystyle \mathbf {r} =\mathbf {r} _{1}-\mathbf {r} _{2}}
El terme d'interacció de Darwin al Lagrangià és llavors {\displaystyle L_{\text{D}}={\frac {q_{1}q_{2}}{r}}{\frac {1}{2c^{2}}}\mathbf {v} _{1}\cdot \left[\mathbf {1} +{\hat {\mathbf {r} }}{\hat {\mathbf {r} }}\right]\cdot \mathbf {v} _{2}} on, de nou, només vam mantenir el terme d'ordre més baix en v/c.

## Electrodinàmica quàntica
L'estructura de la interacció de Darwin també es pot veure clarament en l'electrodinàmica quàntica i a causa de l'intercanvi de fotons en l'ordre més baix de la teoria de la pertorbació. Quan el fotó té quatre moments pμ = ħkμ amb vector d'ona kμ = (ω /c, k), el seu propagador al calibre de Coulomb té dues components.
{\displaystyle D_{00}(k)={1 \over \mathbf {k} ^{2}}}
dóna la interacció de Coulomb entre dues partícules carregades, mentre que
{\displaystyle D_{ij}(k)={1 \over \omega ^{2}-c^{2}\mathbf {k} ^{2}}\left(\delta _{ij}-{k_{i}k_{j} \over \mathbf {k} ^{2}}\right)}
descriu l'intercanvi d'un fotó transversal. Té un vector de polarització {\displaystyle \mathbf {e} _{\lambda }} i s'acobla a una partícula amb càrrega {\displaystyle q} i de tres impulsos {\displaystyle \mathbf {p} } amb una força {\displaystyle -q{\sqrt {4\pi }}\,\mathbf {e} _{\lambda }\cdot \mathbf {p} /m.} Des de {\displaystyle \mathbf {e} _{\lambda }\cdot \mathbf {k} =0} en aquest mesurador, no importa si s'utilitza l'impuls de la partícula abans o després que el fotó s'hi acobla.